# Dom zu Bardowick St. Peter und Paul

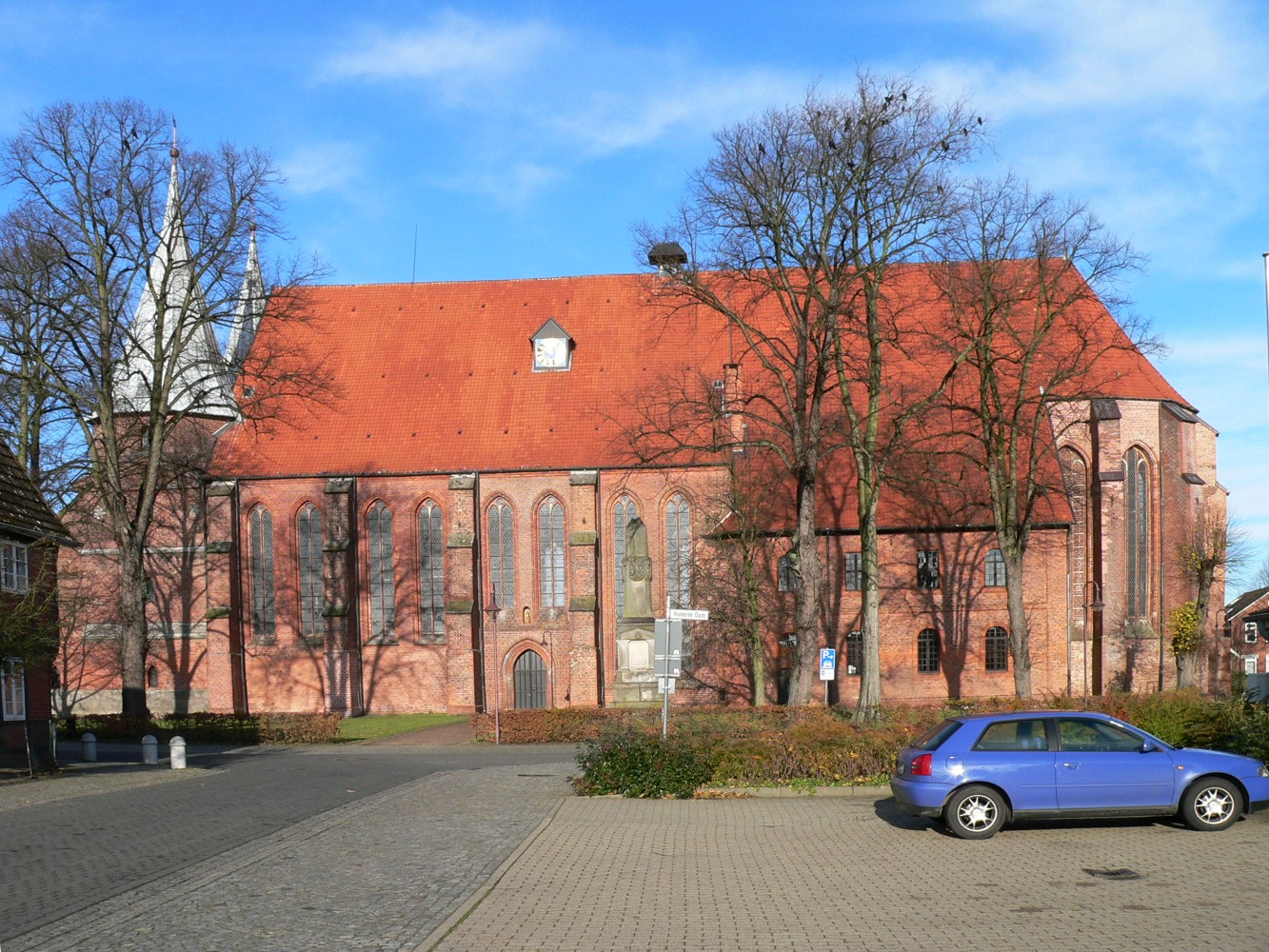
Bardowick, Dom St. Peter und Paul

Der Dom zu Bardowick St. Peter und Paul ist eine gotische dreischiffige Hallenkirche mit zwei gedrungenen achteckigen Türmen in der niedersächsischen Gemeinde Bardowick. Sie wurde zwischen 1389 und 1485 aus Backstein erbaut. Seit 1850 ist der Träger der ehemaligen Stiftskirche die Klosterkammer Hannover. Eine Bischofskirche war dieses Gotteshaus nie.

## Geschichte

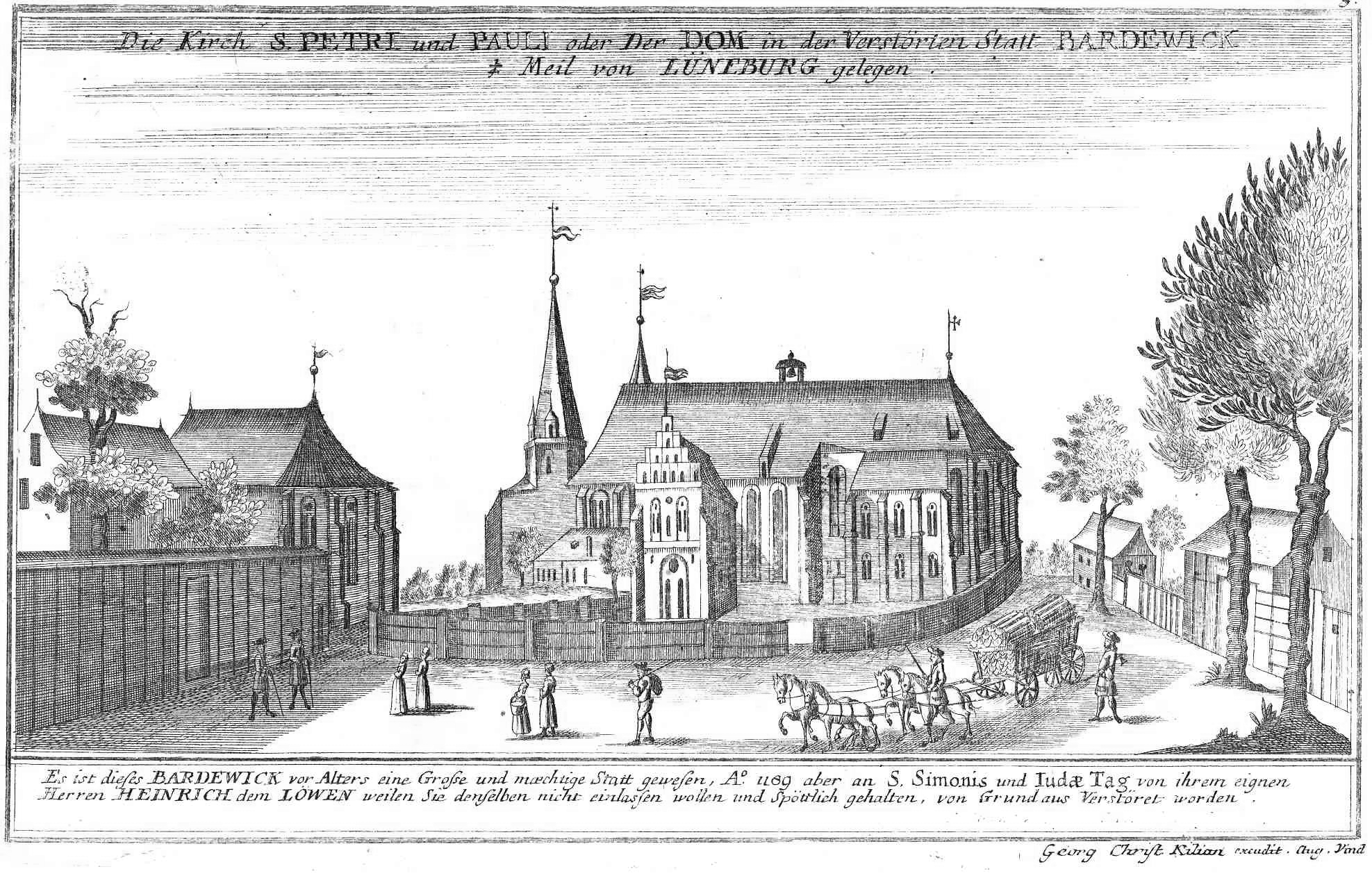
Bardowicker Dom 1720 – nach einem Stich von Georg Christoph Kilian (1709–1781) – zur Zeit des Ersten Domherrn Johann Christian Jauch

Die Kirche war wie schon der 1146 urkundlich belegte Vorgängerbau eine Stiftskirche, die zu einer Missionszelle des Klosters Amorbach gehörte. Die ursprünglich aus Holz errichtete Kirche wies nach der Zerstörung Bardowicks durch Heinrich den Löwen 1189 erhebliche Schäden auf, die durch eine Papsturkunde von 1194 belegt sind. Von diesem Vorgängerbau existieren nur Spolien im Bereich der westlich vorgebauten Stephanskapelle und der Türme. Hier sind noch Quader aus dem Lüneburger Schiltstein, einem gipshaltigen Gestein vom Lüneburger Kalkberg, verwendet worden. Aus diesem Stein, der leicht verwittert, ist auch das romanische Portal errichtet worden, das durch die vorgelagerte Kapelle geschützt ist.
Überlieferte Ablassbriefe von 1236 und um 1300 weisen auf die Mittelbeschaffung für den Neubau einer Kirche an alter Stelle hin. Die Finanzierung wird dann ab 1381 durch einen Kapitelbeschluss des Klosters und weitere Ablassbriefe sichergestellt.
Die beiden Türme wurden bereits um 1300 aus Backsteinen errichtet. Sie sind für eine Kirche dieser Größe ungewöhnlich niedrig – die Spitzen ihrer Turmhelme reichen kaum über den Dachfirst des Kirchenbaus hinaus. Der weitere Bau verzögerte sich und begann 1389 mit Errichtung des Chors. Er ist dreijochig mit einem 7/10 Abschluss bei einer Länge von 28 Metern und einer Breite von 12,80 Metern. Das Haupthaus hat vier Joch Länge. Einzelne Ziegel konnten anhand von Stempelabdrücken auf einen Zeitraum von 1390 bis 1409 datiert werden, da der Stempel identisch mit dem von Ziegeln der Lüneburger Michaeliskirche ist. Der Dachstuhl ist dendrochronologisch auf 1405 bzw. 1428 datierbar. Das Chorgestühl wurde 1487 erstellt. Die zu dieser Zeit errichtete Vorhalle vor dem Südportal, wie sie auf den älteren Darstellungen zu sehen ist, ist mittlerweile wieder abgerissen. Aus ihr verblieb die Holzplastik eines sitzenden Löwen über dem Südportal, die mit einem vergoldeten Bleimantel und der Inschrift Vestigium Leonis versehen ist.
Der Dom ist täglich von 9 bis 16 Uhr geöffnet, im Sommerhalbjahr (April bis September) bis 17 Uhr.

### Stift
Das Stiftskapitel blieb auch nach der Reformation zunächst erhalten. Kanonikate wurden abwechselnd vom Landesherrn und Kapitel an Staats- und Kirchendiener verliehen. 1850 wurde das Stift aufgehoben; sein Vermögen wurde vom Klosteramt Lüneburg und später von der Klosterkammer Hannover verwaltet.

## Ausstattung
- Das bronzene Taufbecken ist mit 1367 datiert und vermutlich Lüneburger Herkunft. Die vier Trägerfiguren stehen auf einem Ring. Der Kessel zeigt Christus und Heilige halbplastisch in einem Architekturfries, darunter gravierte Medaillons.
- Steingrabplatte mit Metalleinlagen des Kanonikers Hermann Schomaker († 1406) im Chor der Kirche[2]
- Der aus Eiche geschnitzte Flügelaltar wurde gegen 1430 von einer nicht bekannten Werkstatt hergestellt und 1968 restauriert. Er zeigt im Mittelteil Maria mit dem Kind zwischen den zwölf Aposteln, in den Flügeln weitere sechzehn männliche und weibliche Heilige.
- Das Chorgestühl wurde 1487 in Eiche gearbeitet.
- Der Lettner mit Kreuzigungsgruppe (um 1490) ist im Landesmuseum in Hannover ausgestellt.
- Epitaph des Kanonikers Jakob Schomaker († 1563)

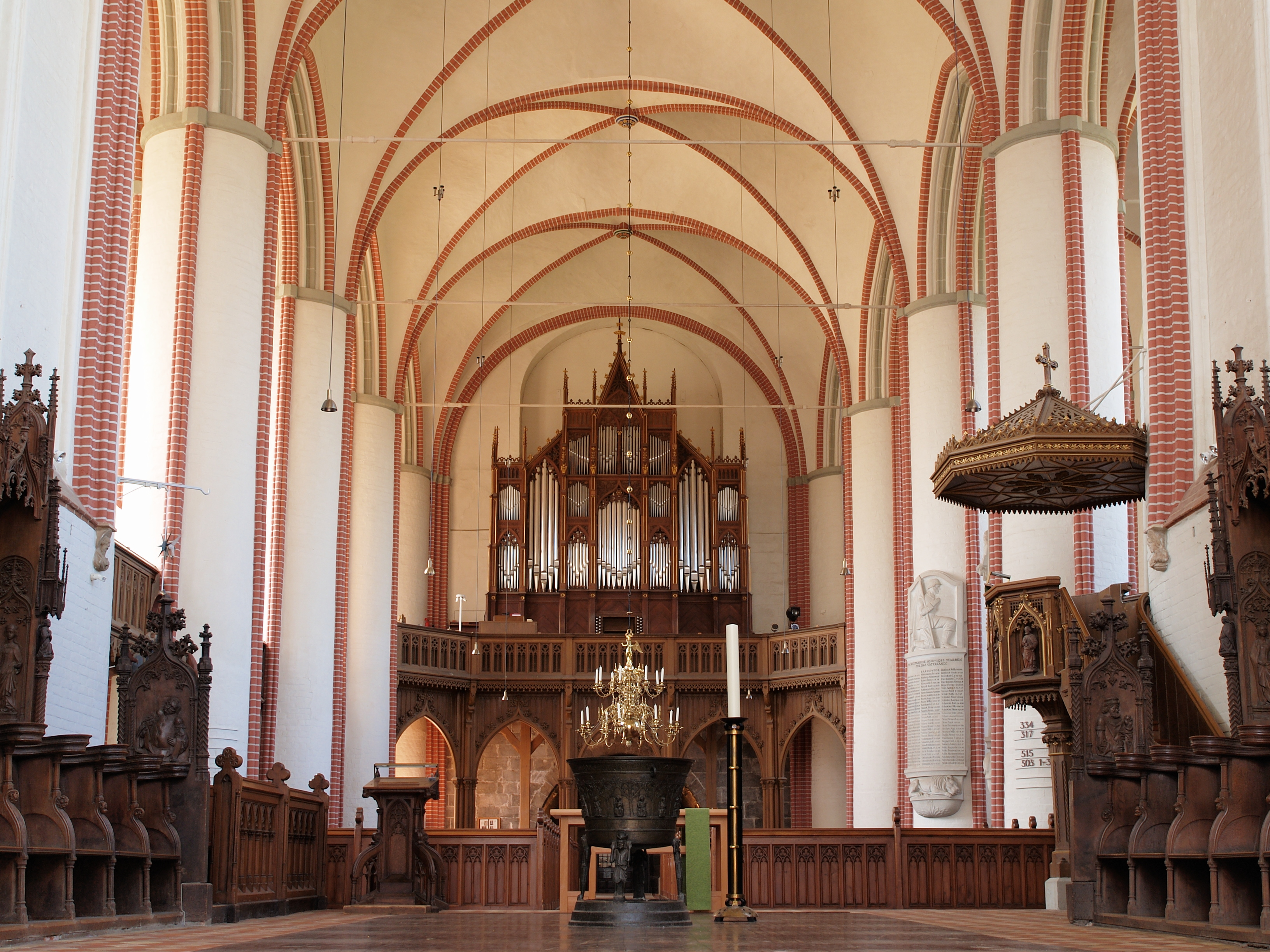
Blick vom Chor zur Westempore
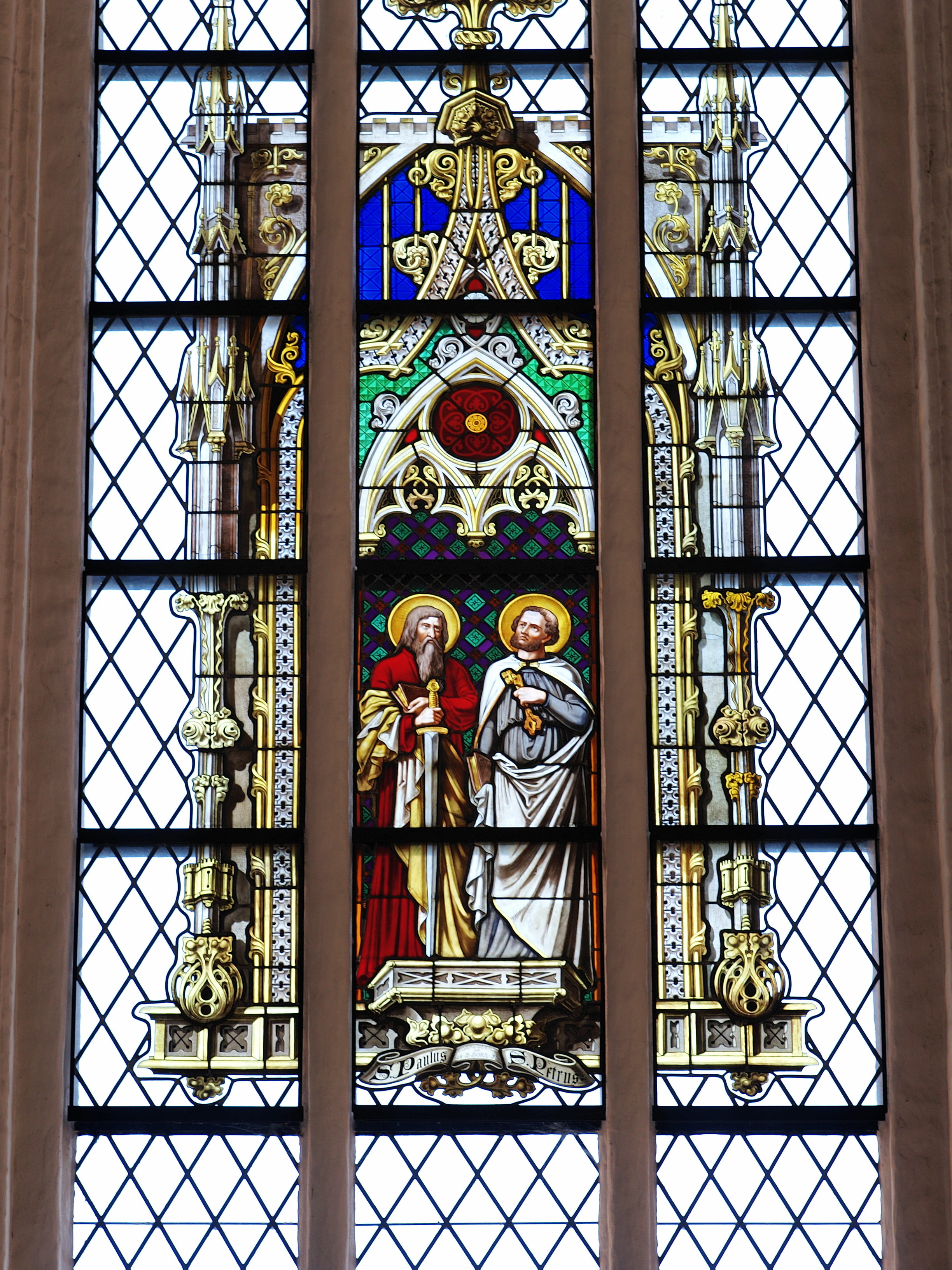
Chorfenster

## Geläut
Das Geläut von St. Peter und Paul besteht aus insgesamt sieben Kirchenglocken. Davon befinden sich zwei Glocken, die größten, im Nordturm, vier Glocken im Südturm und eine Glocke im kleinen Dachreiter auf dem First des Doms. Fünf Glocken stammen aus dem Mittelalter, kaum ein Geläut dieser Größe hat sich so lange unbeschadet halten können. Die beiden Glocken des Nordturms, die das Hauptgeläut bilden, wurden in der ersten Hälfte des 14. Jahrhunderts gefertigt. Die „Sonntagsglocke“ trägt die Inschrift „Ulricus fecit me“ (von Ulricus gemacht). Diese Glocken wurden 1901 durch die Radlersche Glockengießerei gedreht und neu aufgehängt. Das romanische Dreiergeläut im Südturm wurde im 12. und 13. Jahrhundert gefertigt. Die beiden ältesten Glocken im Südturm sind noch Bienenkorbglocken, die nur wenig jüngere weist schon die Zuckerhutform auf. Die sog. „Neue Glocke“ oder „Peter-und-Paul-Glocke“ wurde 2010 durch die Glocken- und Kunstgießerei Rincker hinzu gegossen und  Ostern 2011 aufgehängt. Die kleine Glocke im Dachreiter wurde durch die Glockengießerei Weule geliefert, möglicherweise aber von der Glocken- und Kunstgießerei
Petit & Gebr. Edelbrock gegossen. Sie läutet dreimal täglich zum Gebet und schlägt zur halben und vollen Stunde.
Das Geläut war „Geläut des Monats Dezember 2011“ des Deutschen Glockenmuseums. In diesem Zuge wurden folgende Kenndaten der Glocken ermittelt und beschrieben:
| Glocke | Name                      | Gusszeit   | Durchmesser | Gewicht | Schlagton |
| ------ | ------------------------- | ---------- | ----------- | ------- | --------- |
| 1      | Bußglocke                 | 14. Jahrh. | 1350 mm     | 1703 kg | e1 −6     |
| 2      | Sonntagsglocke            | 14. Jahrh. | 1230 mm     | 1181 kg | f1 ±0     |
| 3      | Peter und Paul            | 2010       | 722 mm      | 256 kg  | d2 +4     |
| 4      |                           | 12. Jahrh. | 680 mm      | 234 kg  | fis2 +5   |
| 5      |                           | 12. Jahrh. | 570 mm      | 159 kg  | a2 +4     |
| 6      |                           | 13. Jahrh. | 450 mm      | 70 kg   | c3 −2     |
| VII    | Gebets- und Stundenglocke | 1880       |             | 90 kg   | f2        |

## Orgel

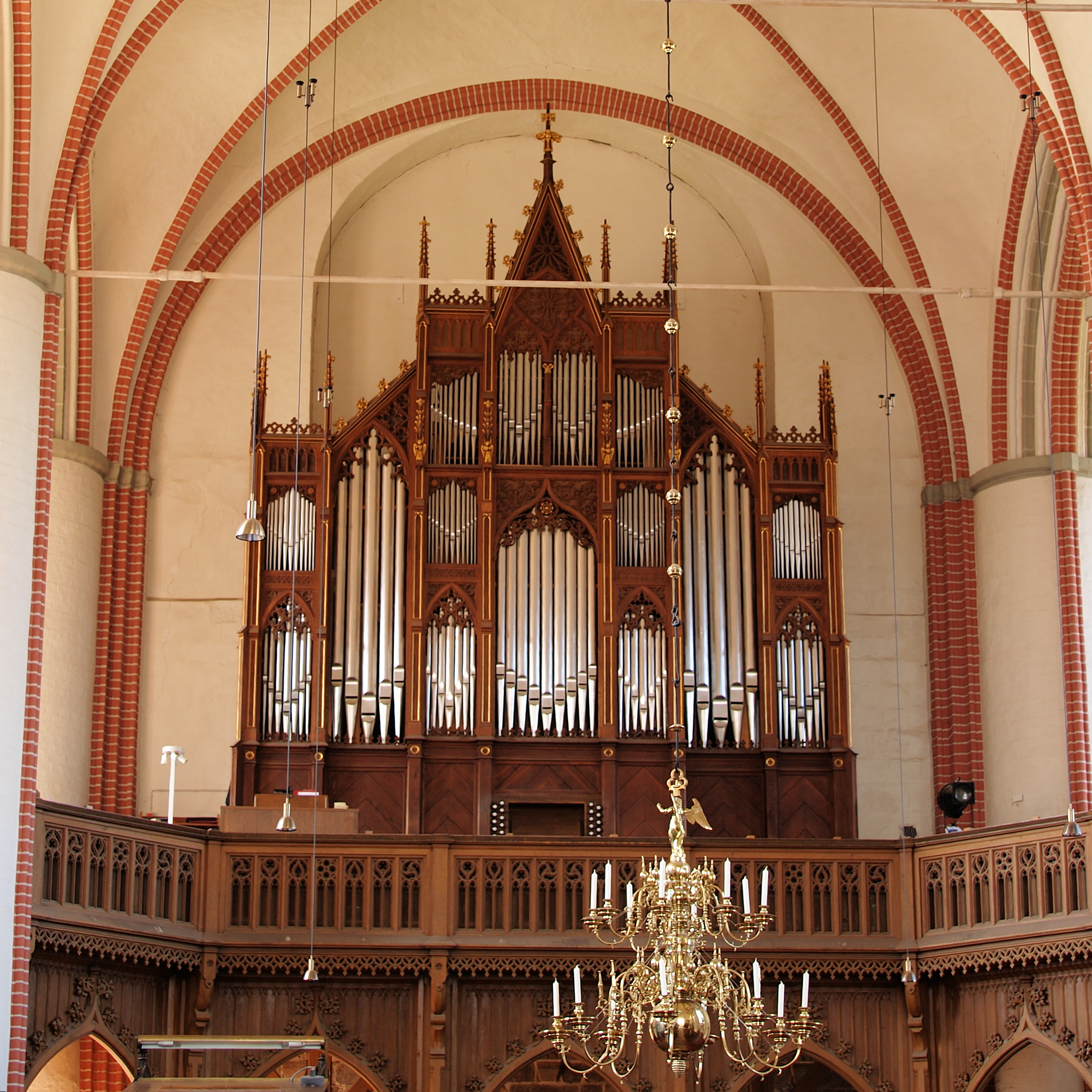
Historischer Orgelprospekt von 1867

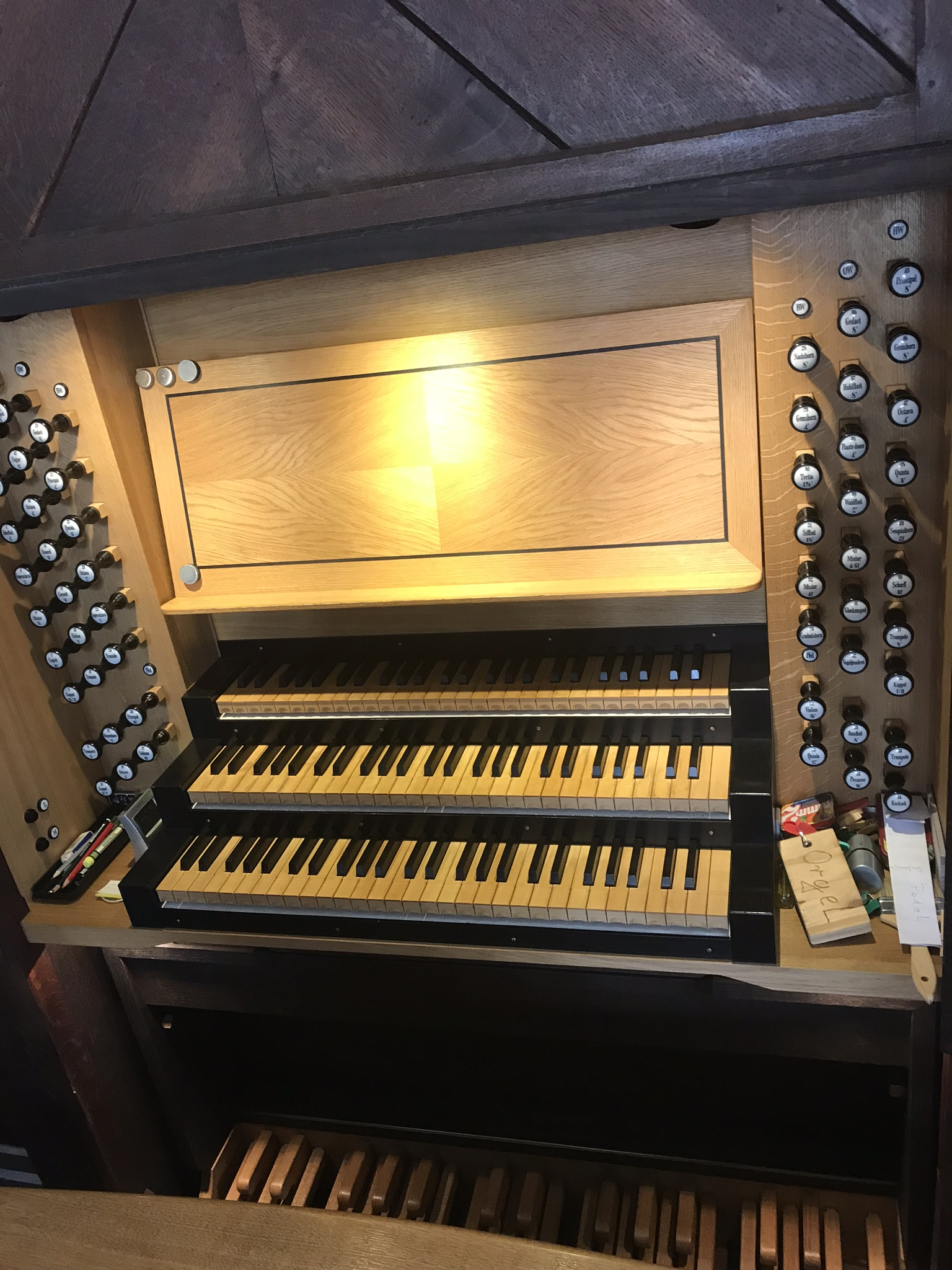
Spieltisch der Orgel

Auf der historischen Westempore des Doms wurde von der Orgelbaufirma Alexander Schuke (Potsdam) eine neue Orgel gebaut und am 15. Januar 2012 eingeweiht. Der historische Prospekt der P.-Furtwängler-Orgel von 1867 blieb erhalten und auch die originale Windanlage im Turmraum wurde wiederverwendet. Die Orgel ist in Anlehnung an mitteldeutsche Orgeln disponiert, insbesondere mit Blick auf die Orgelliteratur von Johann Sebastian Bach, bietet aber auch die Möglichkeit, das übrige Repertoire an Orgelliteratur darzubieten. Das Instrument verfügt über 45 Register auf drei Manualen und Pedal.
| I Oberwerk C–f3 |                   |    |
| 1.              | Geigenprincipal   | 8′ |
| 2.              | Gedact            | 8′ |
| 3.              | Fagar             | 8′ |
| 4.              | Hohlfloit         | 8′ |
| 5.              | Octava            | 4′ |
| 6.              | Flaute douce      | 4′ |
| 7.              | Nasard            | 3′ |
| 8.              | Waldfloit         | 2′ |
| 9.              | Cornett V (ab c1) | 8′ |
| 10.             | Mixtur IV–V       |    |
| 11.             | Hoboa             | 8′ |
|                 | Glockenspiel      |    |
|                 | Vogelgeschrei     |    |
|                 | Tremulant         |    |

| II Hauptwerk C–f3 |                 |     |
| 12.               | Groß Quintadena | 16′ |
| 13.               | Principal       | 8′  |
| 14.               | Bordun          | 8′  |
| 15.               | Gemshorn        | 8′  |
| 16.               | Viola di Gamba  | 8′  |
| 17.               | Octava          | 4′  |
| 18.               | Rohrfloit       | 4′  |
| 19.               | Quinta          | 3′  |
| 20.               | Superoctava     | 2′  |
| 21.               | Sesquialtera II |     |
| 22.               | Mixtur V        |     |
| 23.               | Scharff III     |     |
| 24.               | Fagott          | 16′ |
| 25.               | Trompete        | 8′  |

| III Brustwerk C–f3 |             |        |
| 26.                | Gedact      | 8′     |
| 27.                | Nachthorn   | 8′     |
| 28.                | Principal   | 4′     |
| 29.                | Gemshorn    | 4′     |
| 30.                | Quinta      | 3′     |
| 31.                | Tertia      | 1 3⁄5′ |
| 32.                | Octava      | 2′     |
| 33.                | Siffloit    | 1 ⁄2′  |
| 34.                | Superoctava | 1′     |
| 35.                | Mixtur IV   |        |
|                    | Tremulant   |        |
|                    | Cymbelstern |        |

| Pedal C–f1 |               |     |
| 36.        | Principalbass | 16′ |
| 37.        | Violonbass    | 16′ |
| 38.        | Subbass       | 16′ |
| 39.        | Quinta        | 12′ |
| 40.        | Octavenbass   | 8′  |
| 41.        | Bassfloit     | 8′  |
| 42.        | Octava        | 4′  |
| 43.        | Posaune       | 16′ |
| 44.        | Trompete      | 8′  |
| 45.        | Trompete      | 4′  |

- Koppeln: I/II, III/II, II/P

## Weitere Ansichten

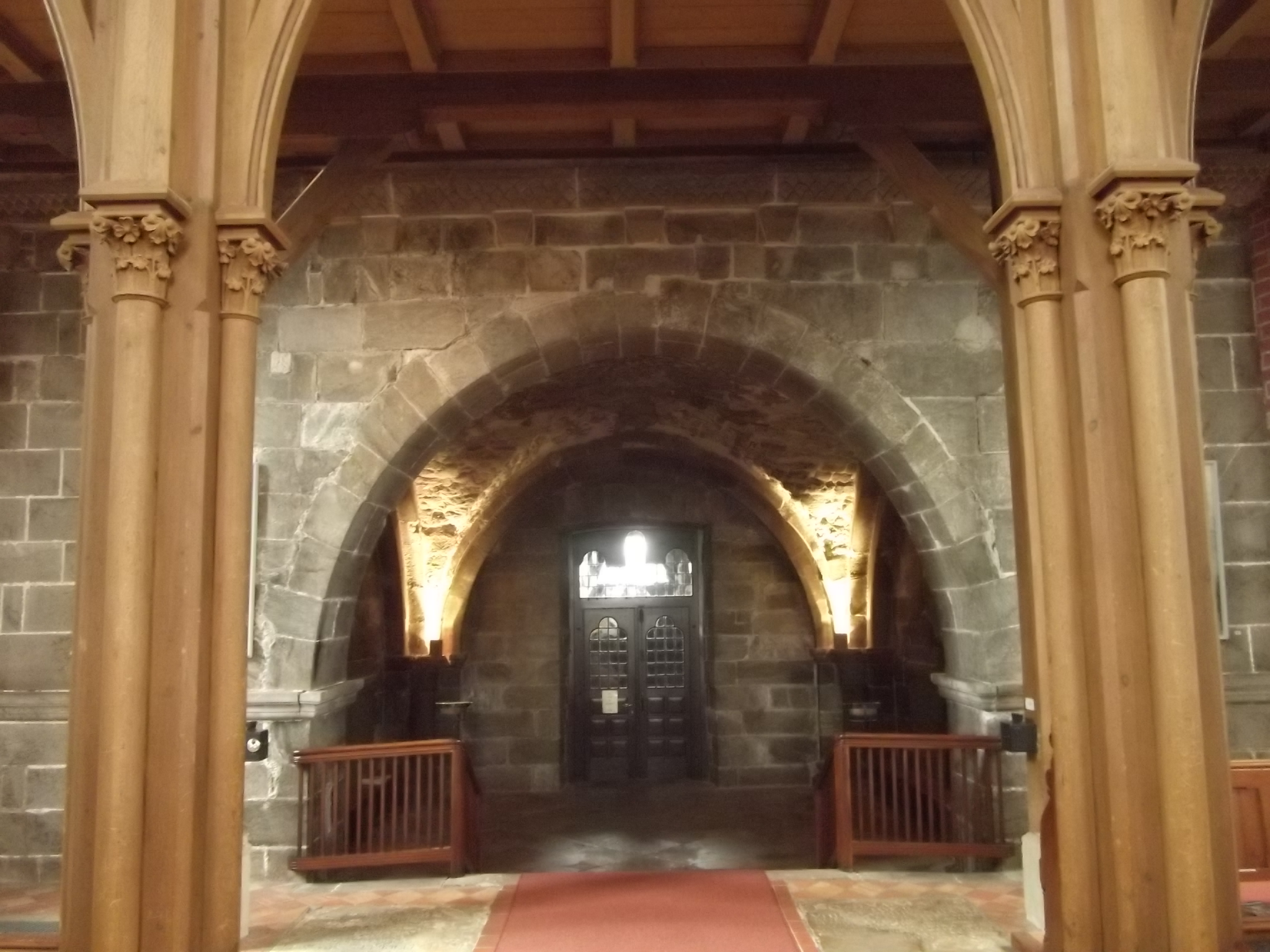
Westportal von innen
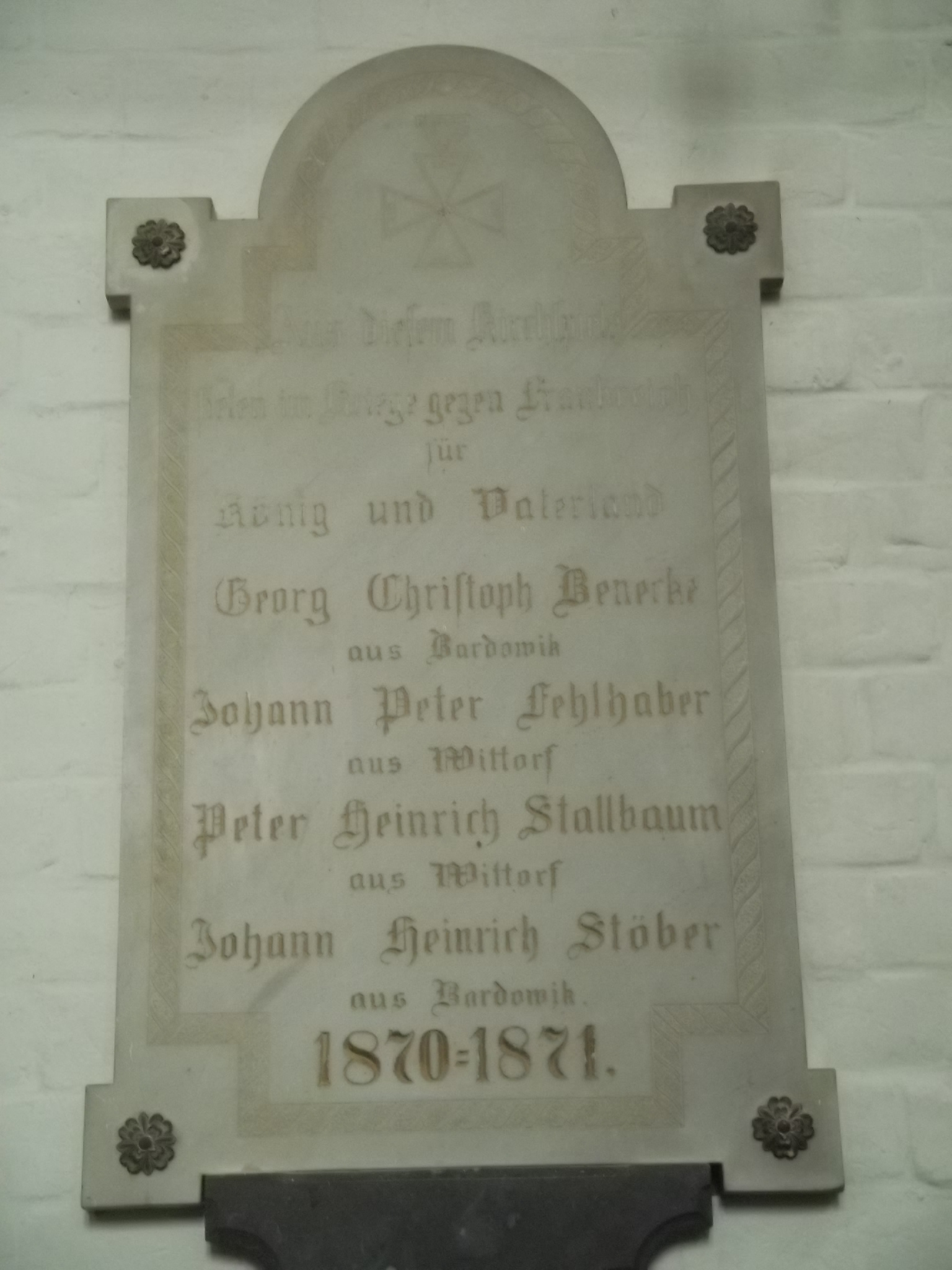
Gedenktafel für die Gefallenen von 1870/71
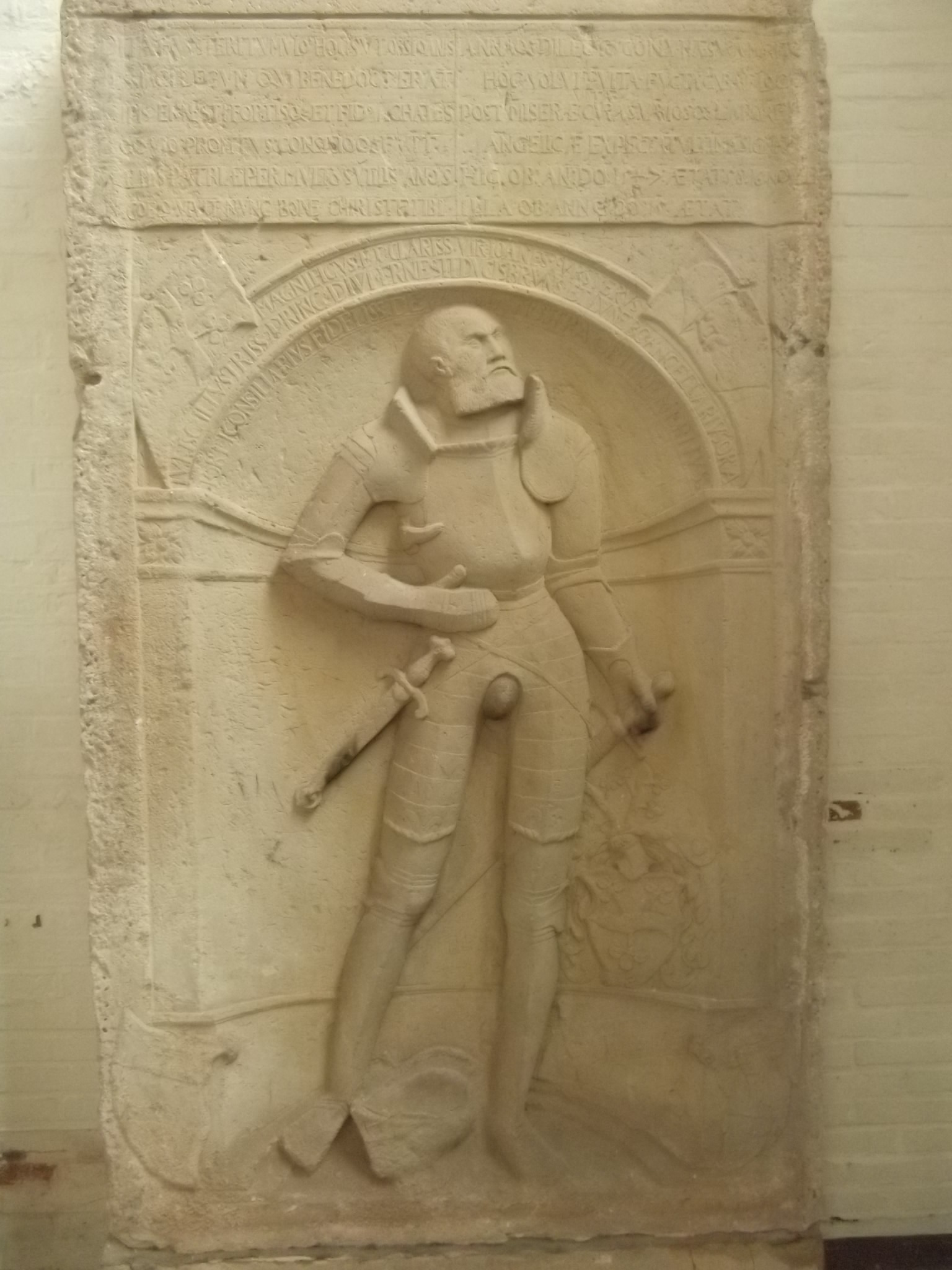
Aufrechtgestellte Grabplatte
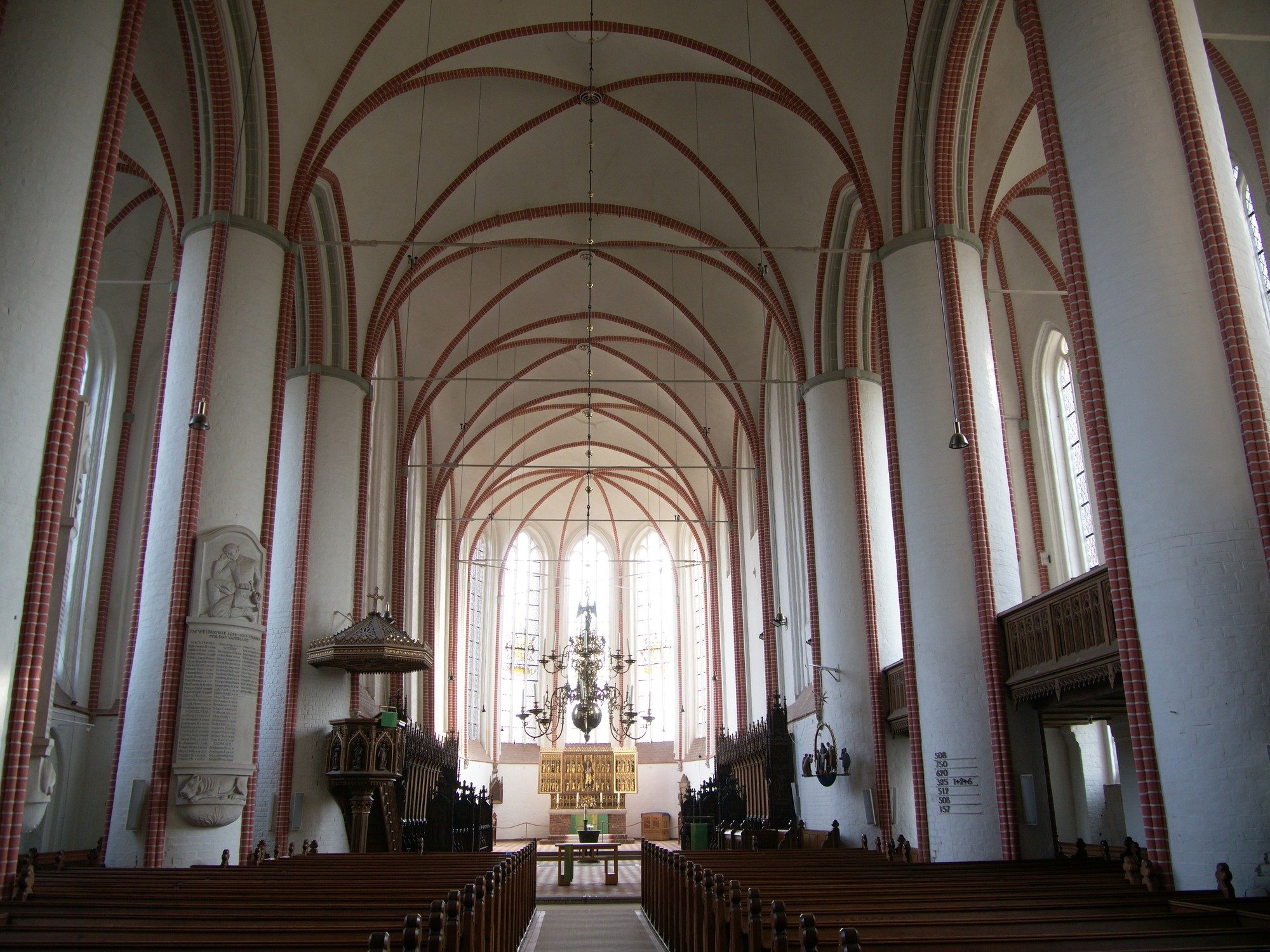
Blick zum Chorraum
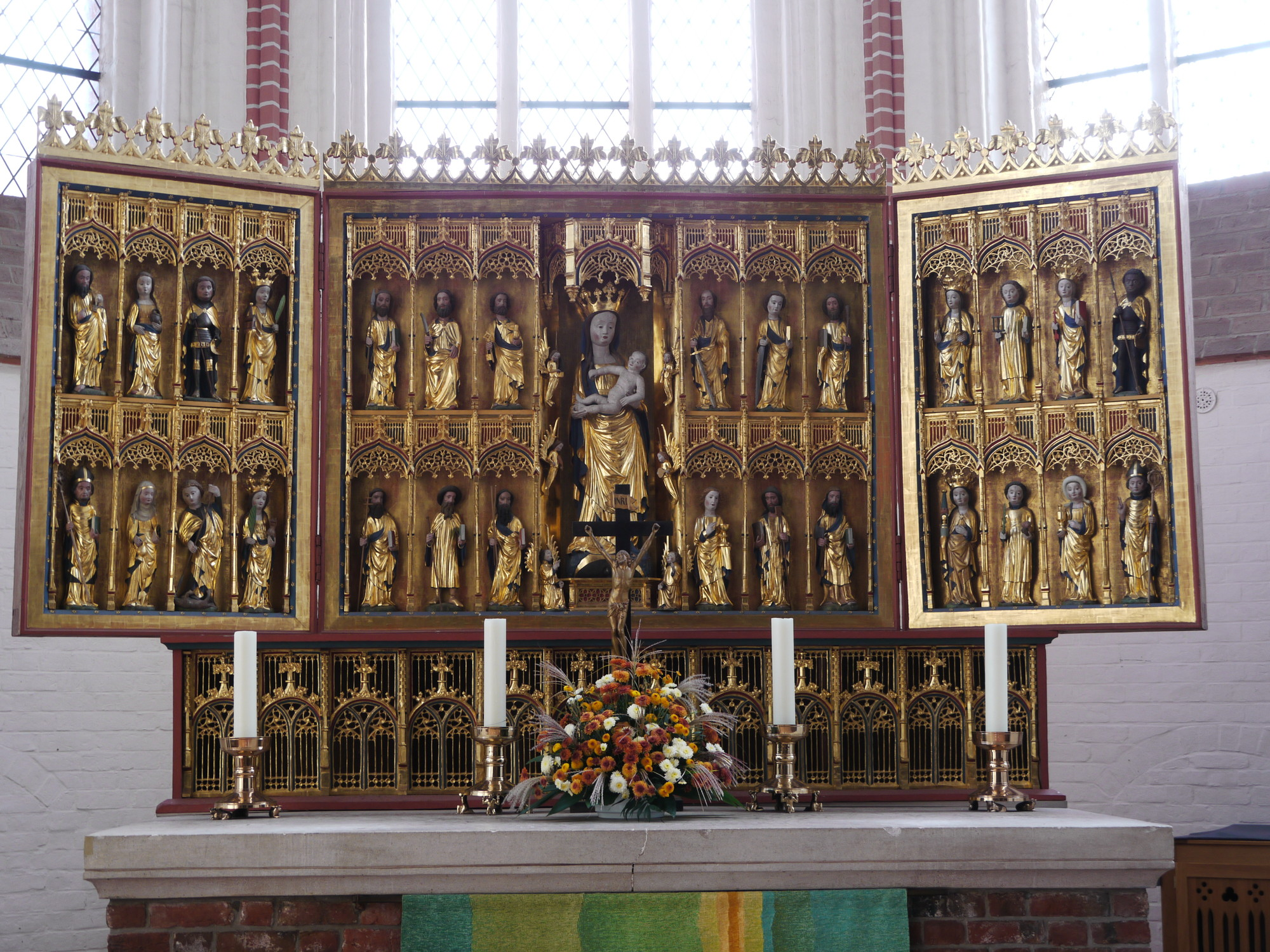
Altar
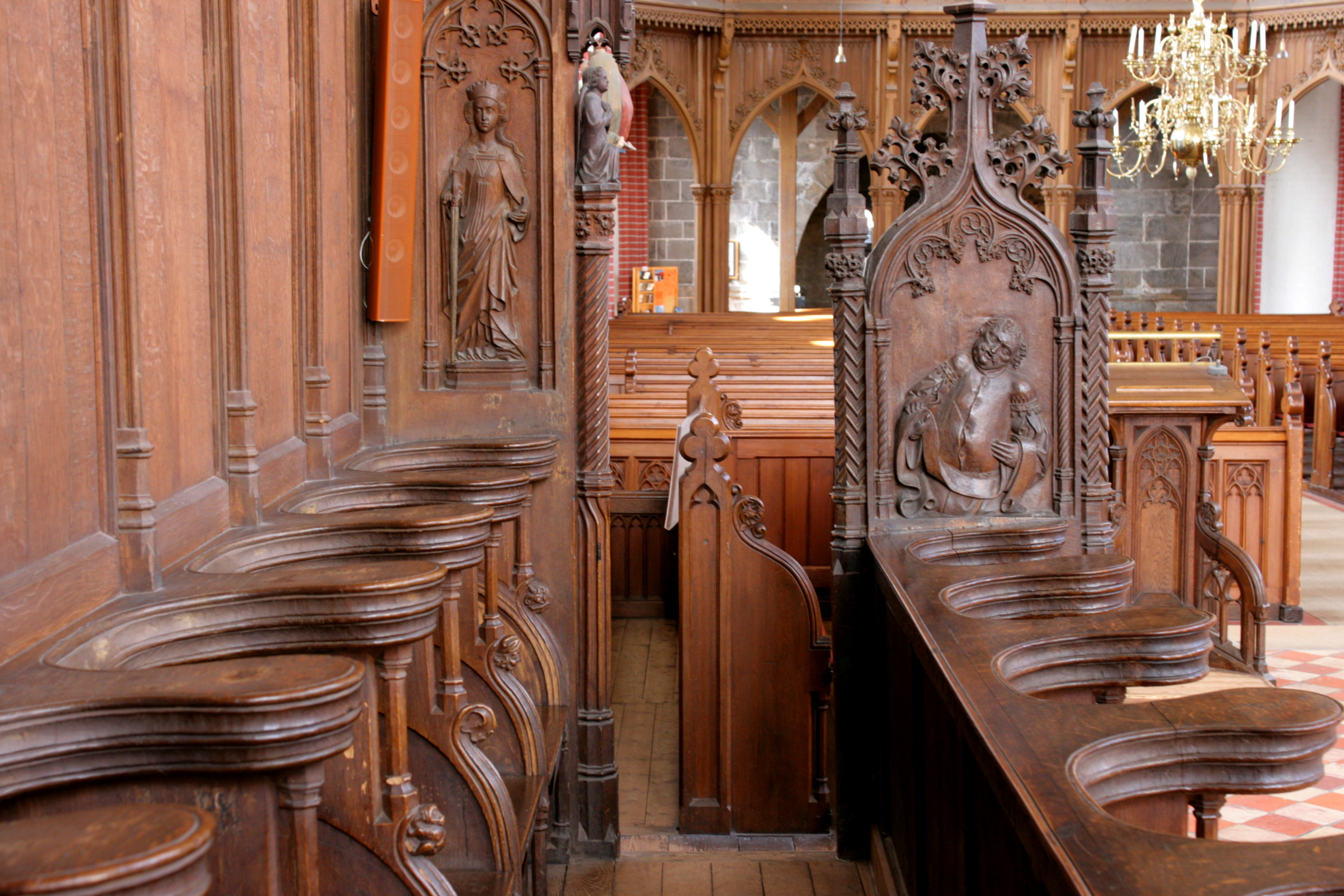
Chorgestühl
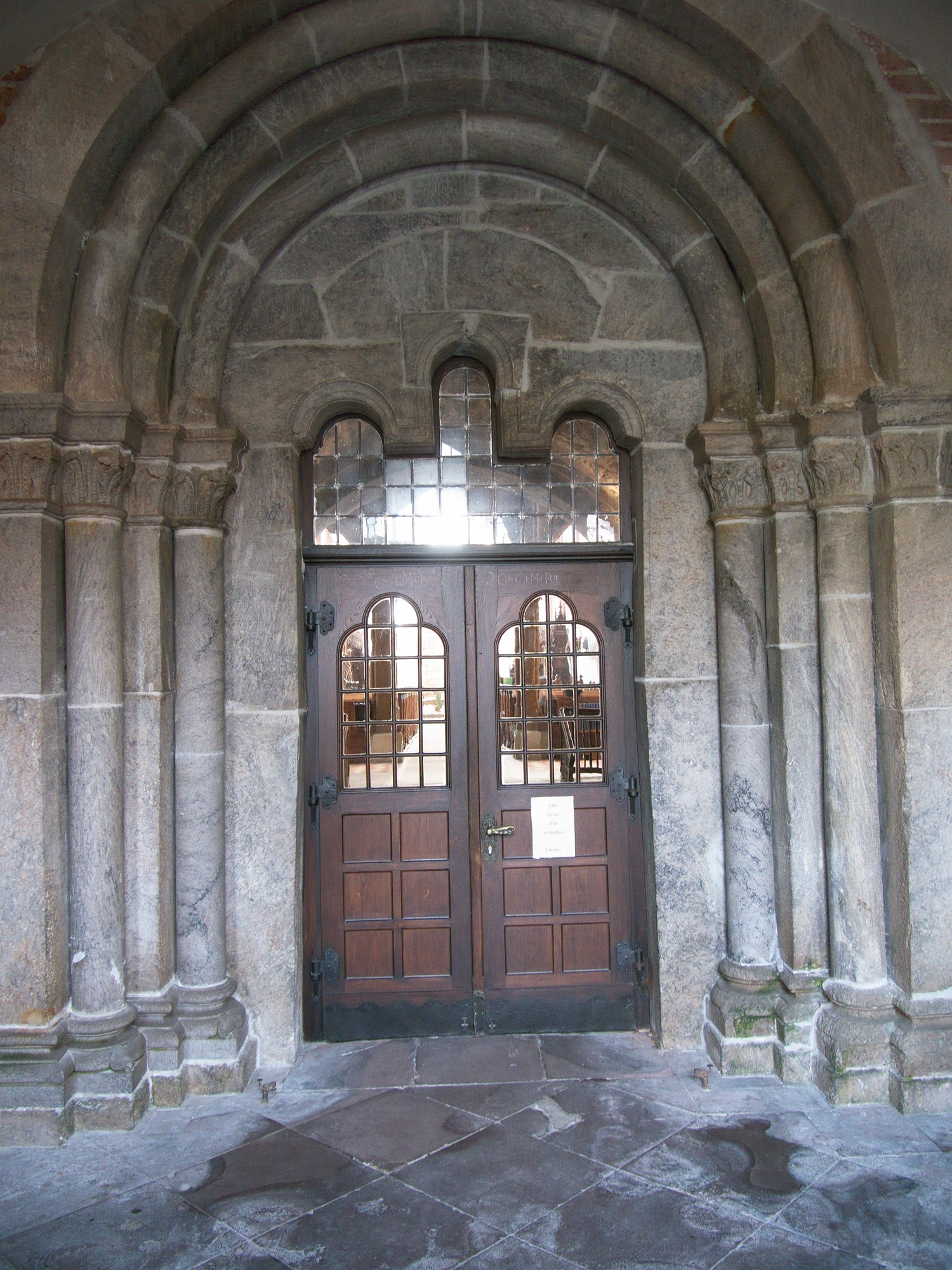
Romanisches Portal
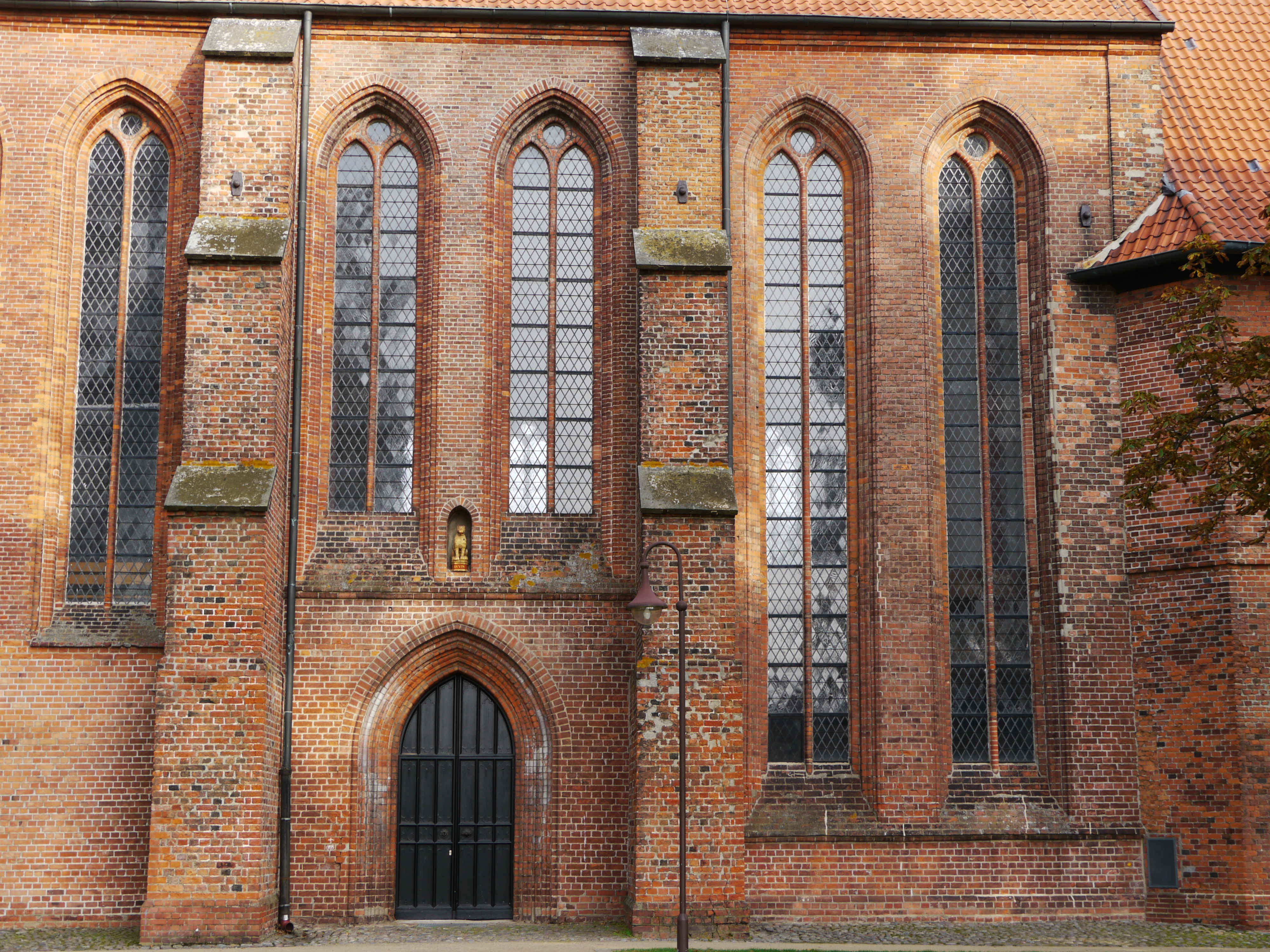
Südportal
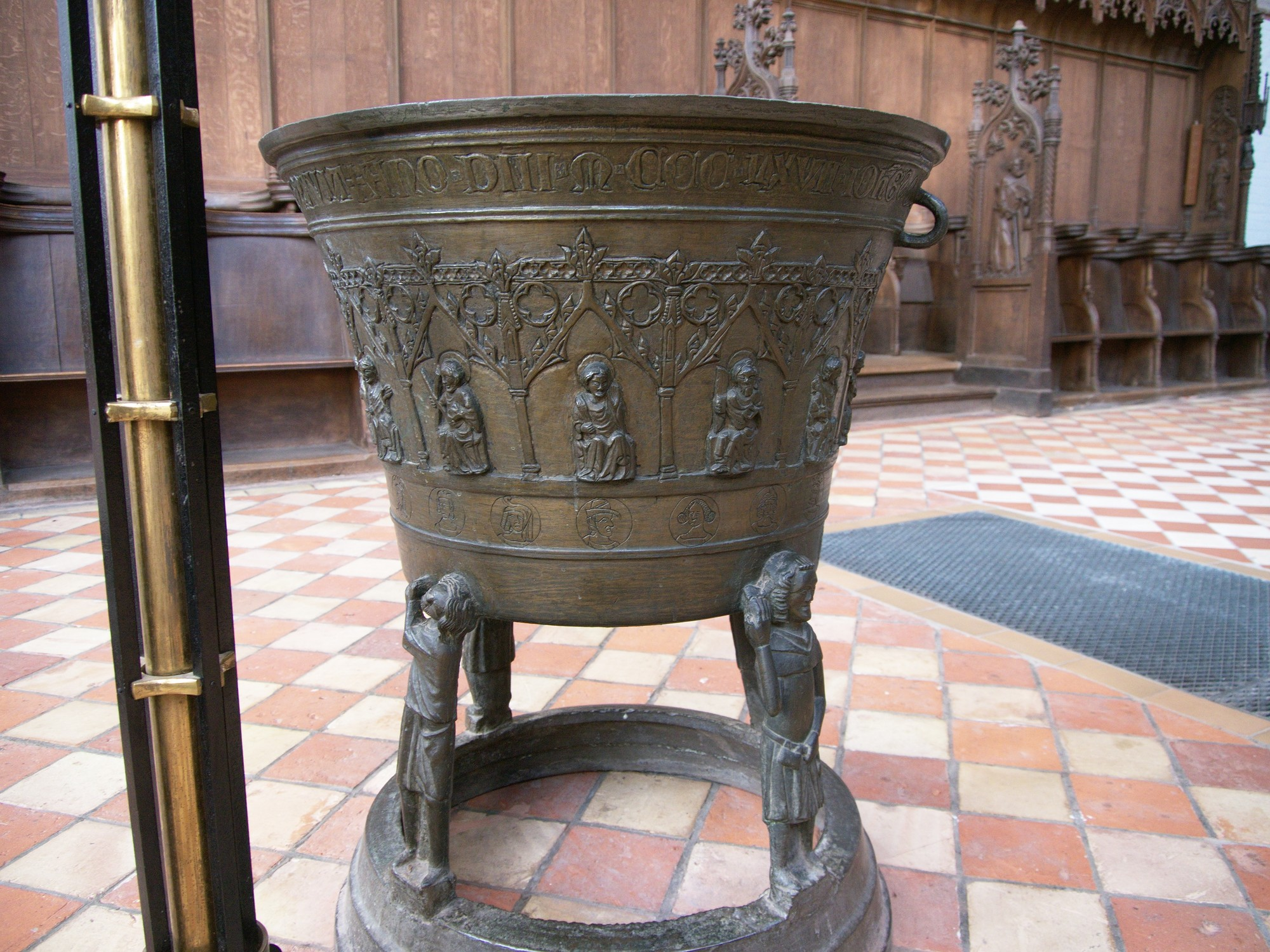
Taufbecken
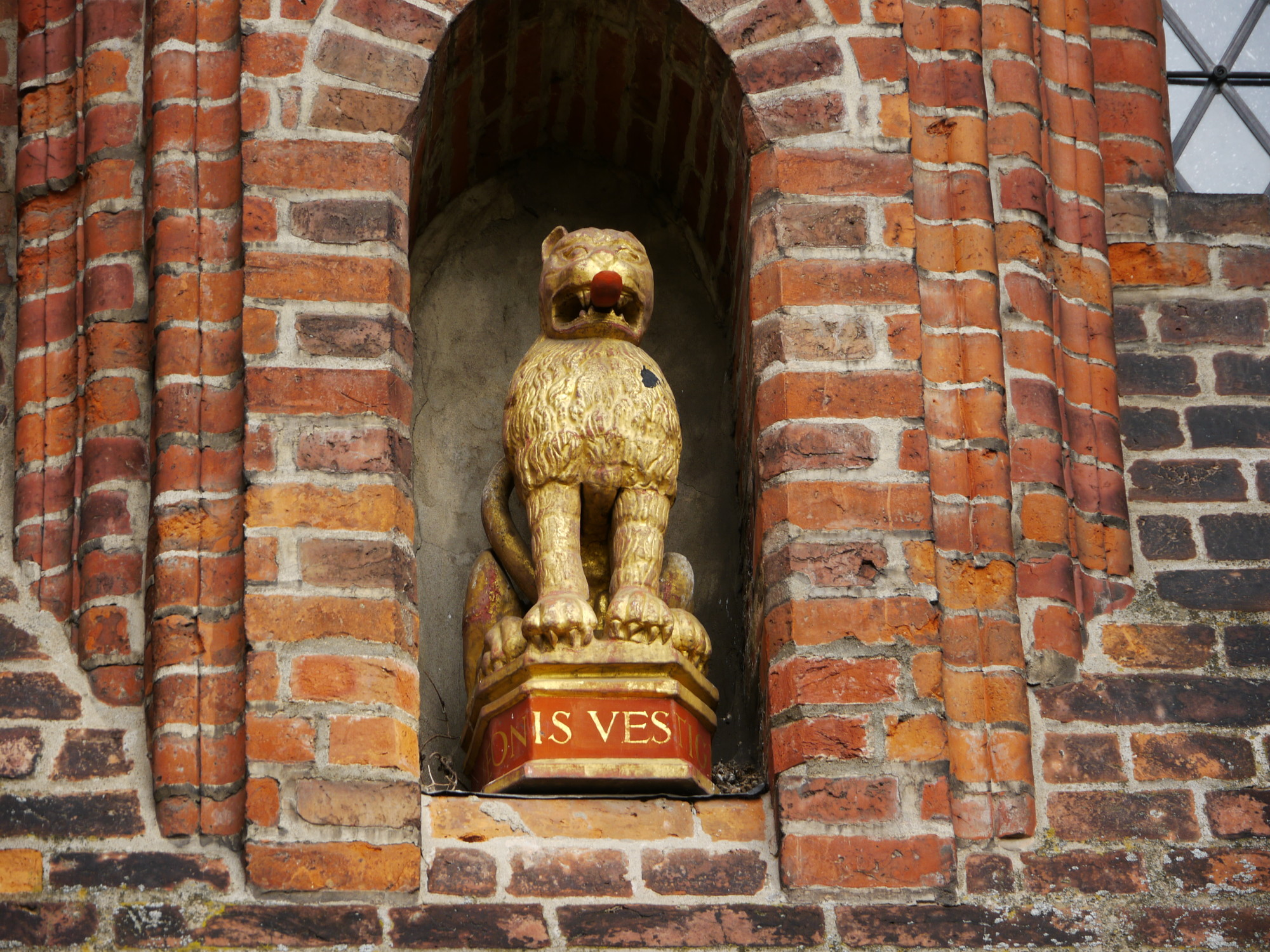
Vestigium Leonis